# Pump Up the Jam: The Album
Pump Up the Jam: The Album è il primo album del gruppo musicale belga Technotronic, pubblicato dall'etichetta discografica SBK e distribuito dalla EMI nel 1989.
L'album, disponibile su long playing, musicassetta e compact disc, è prodotto da Jo Bogaert, che partecipa alla composizione di 9 dei 10 brani. Da segnalare che, nella versione CD, 8 dei 10 brani hanno una durata superiore rispetto a quella degli stessi brani su LP e MC, inoltre sono presenti due ulteriori brani: Wave e String, che in alcune edizioni è intitolato Bluestring.
Il disco è stato anticipato da Pump Up the Jam, a cui fanno seguito altri quattro singoli.

## Tracce

### Lato A
1. Pump up the Jam
2. Get Up! (Before the Night Is Over)
3. Tough
4. Take It Slow
5. Come On

### Lato B
1. This Beat Is Technotronic
2. Move This
3. Come Back
4. Rockin' Over the Beat
5. Raw